# Немања Вицо
Немања Вицо (Котор, 19. новембар 1994) српски је ватерполиста.

## Каријера
Игра на позицији центра. Тренутно игра за Трст. Са репрезентацијом Србије је освојио злато на Европском првенству 2018. године у Барселони и Светску лигу 2019.
Освојио је златну медаљу са репрезентацијом Србије на Олимпијским играма у Паризу 2024. године, у финалу Србија је победила Хрватску са 13:11.

## Клупски трофеји
Партизан
- Првенство Србије 2014/15, 2015/16.
- Куп Србије 2015/16.